# Ghiacciaio Ferrigno
Il ghiacciaio Ferrigno è un ghiacciaio lungo circa 15 km situato nella regione centro-occidentale della Dipendenza di Ross, nell'Antartide orientale. Il ghiacciaio, il cui punto più alto si trova a circa 3000 m s.l.m., si trova nella parte nord-occidentale della dorsale Royal Society, dove fluisce verso nord-ovest, partendo dal versante nord-occidentale del monte Lynch e del picco Bishop e scorrendo a sud del ghiacciaio Matataua e del picco Mata Taua fino ad arrivare in una spianata ghiacciata da dove poi hanno origine i ghiacciai Blankenship, Rotunda e Waddington.

## Storia
Il ghiacciaio Ferrigno è stato mappato dai membri della spedizione Terra Nova, condotta dal 1910 al 1913 e comandata dal capitano Robert Falcon Scott, e solo nel 1994 era stato battezzato dal Comitato consultivo dei nomi antartici come "ghiacciaio Marchant" in onore di Jane G. Ferrigno, una geologa del Programma Antartico degli Stati Uniti d'America specialista nell'utilizzo delle immagini satellitare per studiare e mappare le aree ghiacciate dell'Antartide e di altre zone della Terra.